# Macieira de Cambra
Macieira de Cambra ist eine Gemeinde (Freguesia) im portugiesischen Kreis Vale de Cambra. In ihr leben 4390 Einwohner (Stand 19. April 2021).